# Рецепт

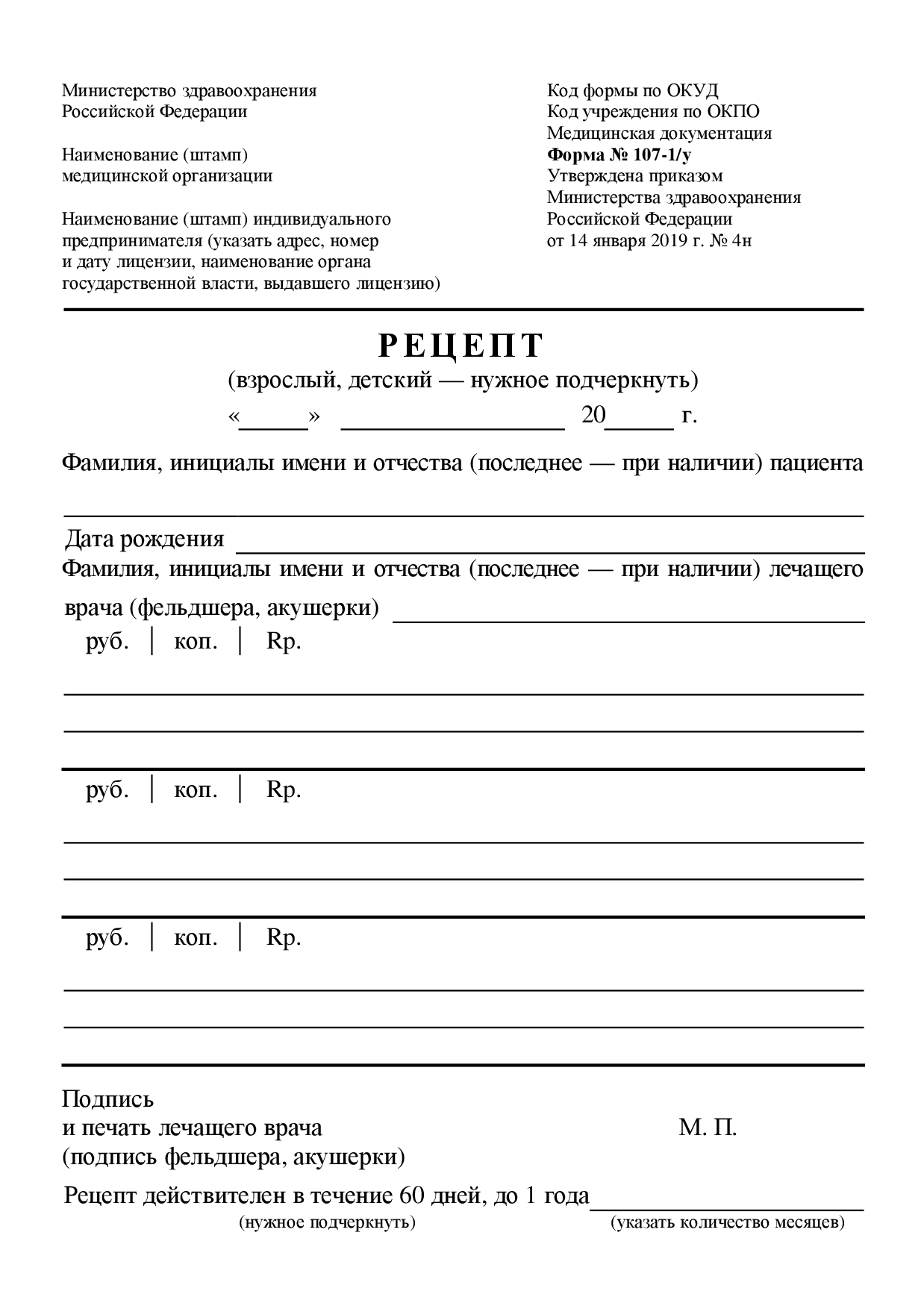
Пример рецептурного бланка формы № 107 (2019)

Реце́пт (от лат. receptum — взятое, принятое, от лат. recipio — принимаю, получаю) — письменное обращение врача к фармацевту о приготовлении и отпуске лекарств, которое также содержит указания, как ими пользоваться, способ применения. Рецепт составляют по определённой форме и правилам. Простой рецепт — рецепт, выписанный на одно лекарственное вещество, сложный — если лекарство состоит из двух и более действующих веществ. Рецепт является юридическим документом, так как позволяет проверить правильность изготовления лекарств.
Указание на отпуск лекарственного препарата по рецепту или без него содержится в инструкции к препарату в графе «условия отпуска». Инструкция утверждается на стадии государственной регистрации препарата.
В древности на латыни рецепты назывались Formula remediorum (remedium — лекарственное средство) или Formula medicinalis.
В настоящее время в России регулирование выписки рецептов осуществляется приказом Минздрава России от 24.11.2021 N 1094н «Об утверждении Порядка назначения лекарственных препаратов, форм рецептурных бланков на лекарственные препараты, оформления указанных бланков, их учёта и хранения, форм бланков рецептов, содержащих назначение наркотических средств или психотропных веществ, изготовления, распределения, регистрации, учёта и хранения, а также оформления бланков рецептов, в том числе в форме электронных документов», а порядок отпуска аптечной организацией — приказом Минздрава России от 24.11.2021 N 1093н «Об утверждении Правил отпуска лекарственных препаратов для медицинского применения аптечными организациями, индивидуальными предпринимателями, имеющими лицензию на осуществление фармацевтической деятельности, медицинскими организациями, имеющими лицензию на осуществление фармацевтической деятельности, и их обособленными подразделениями, а также Правил отпуска наркотических средств и психотропных веществ, зарегистрированных в качестве лекарственных препаратов для медицинского применения, лекарственных препаратов для медицинского применения, содержащих наркотические средства и психотропные вещества в том числе Порядка отпуска аптечными организациями иммунобиологических лекарственных препаратов».
Следует отметить, что кроме рецепта, назначение может иметь форму требования-накладной, которая используется для отпуска лекарственных препаратов аптечной организацией, являющейся структурным подразделением медицинской организации.

## Виды рецептурных бланков
Медицинский работник оформляет назначение лекарственных средств для медицинского применения на рецептурном бланке установленного образца.
В России действуют следующие рецептурные бланки:
- форма № 107/у-НП — специальный рецептурный бланк на наркотическое средство и психотропное вещество Списка II Перечня наркотических средств, психотропных веществ и их прекурсоров[6];
- форма № 148-1/у-88 «Рецептурный бланк» — для списка III Перечня, препаратов списка II Перечня в форме ТТС (трансдермальных терапевтических систем), в комбинации с антагонистом опиоидных рецепторов или входящих в состав комбинированного экстемпорального препарата, препаратов, состоящих на ПКУ, веществ, обладающих анаболической активностью[4];
- форма № 107-1/у «Рецептурный бланк»[4];
- форма № 148-1/04 (л) — для выписки препаратов гражданам льготных категорий, имеющих право на приобретение лекарства бесплатно или со скидкой[4].

Форма этих бланков, а также инструкции по их заполнению, форма журнала по учёту и инструкции по срокам годности рецептов и их хранению в аптеке указаны в приложениях к приказу МЗ РФ № 110 от 12.02.07. Бланк формы № 148-1/у-06 (л) отменён приказом Минздрава № 4н.

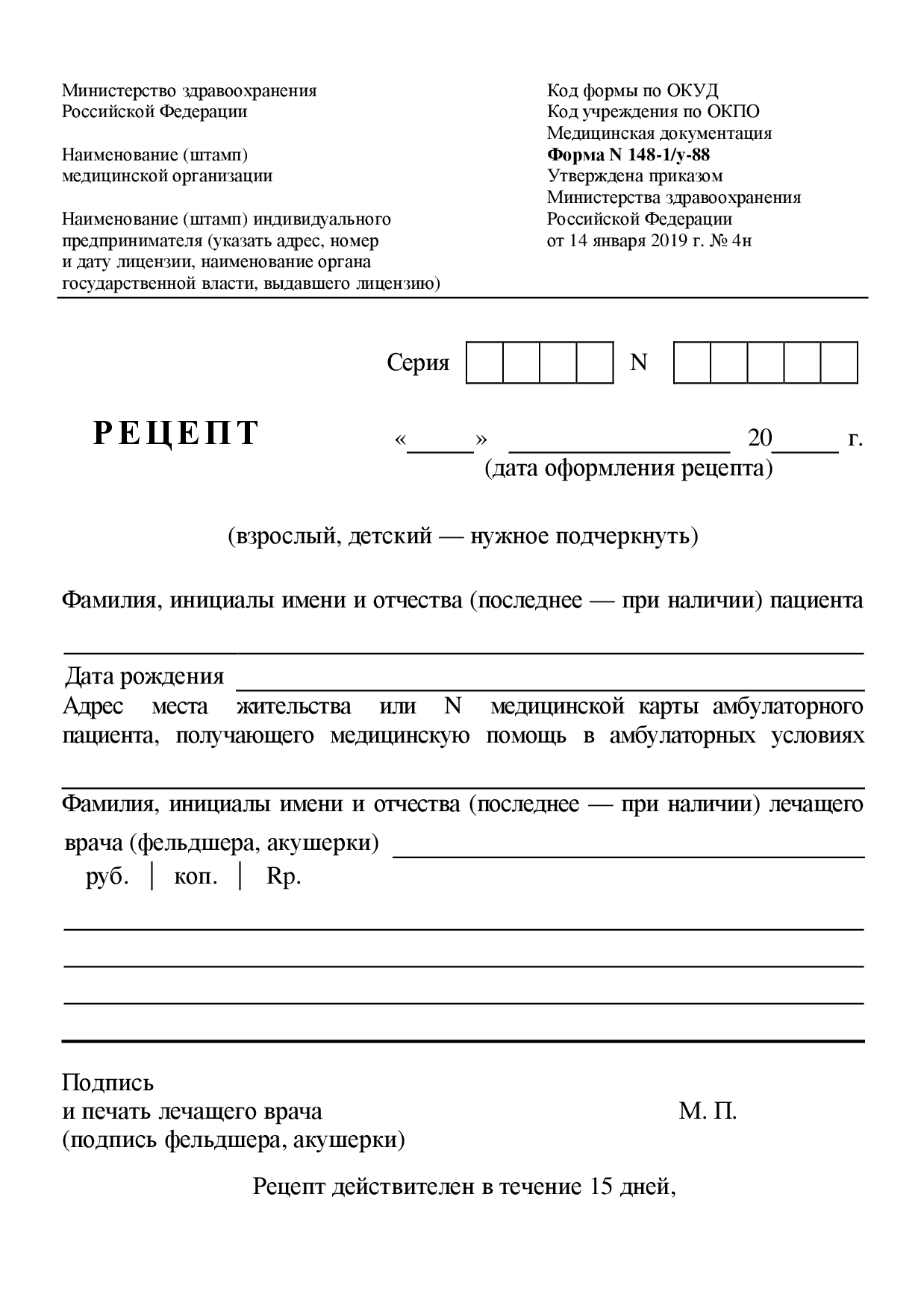
Новый рецептурный бланк ф.148 от 2008 года

## Реквизиты рецепта
Каждый рецепт имеет следующие реквизиты (которые проверяются в аптеке при приеме рецепта от пациента (покупателя)):
- Штамп лечебно-профилактического учреждения (ЛПУ)
- Наименование вида рецептурного бланка
- Серия и номер рецепта
- Дата выписки рецепта
- ФИО больного, его возраст, адрес, номер истории болезни
- ФИО врача выписавшего рецепт
- Собственно пропись (готовое лекарственное средство или указание аптеке изготовить его экстемпорально)
- Личные реквизиты врача
- Печать ЛПУ «Для рецептов»
- Срок годности рецепта
- В особых случаях (например, для хронически больных или при намеренном прописывании завышенных доз сильнодействующих веществ) вверху рецептурного бланка может быть пометка «Хронически больной» или «По специальному назначению». Тогда, фармацевты (провизоры) обращают на это особое внимание и обращаются с рецептом по ситуации. Подобные пометки заверяются подписью врача и печатью ЛПУ.

## Рецепты на лекарства индивидуального изготовления
Сами рецептурные бланки могут быть выписаны на готовую лекарственную форму, либо с указанием аптеке приготовить лекарственную форму экстемпорально. В настоящее время в России экстемпорально готовят: порошки, мази, растворы для приема внутрь (микстуры), растворы для наружного применения, капли в нос, глазные капли (редко), настои (редко), отвары (редко).
В случае экстемпоральной прописи врач должен учитывать личные особенности больного, совместимость ингредиентов и руководствоваться требованиями действующей Государственной Фармакопеи, приказов Минздрава и иных нормативных актов, имеющих законную силу.
Экстемпоральный рецепт на мазь выглядит так:
В данном случае выписан рецепт на сложную комбинированную мазь.
Rp.: — сокращение от латинского слова «recipe» — возьми. Далее идет список компонентов, которые необходимо взять для приготовления мази (компоненты пишутся на латинском языке в родительном падеже). Первый компонент пишется после двоеточия, все остальные компоненты — строго (!) под ним.

Ментола и Новокаина — (ana, сокращение аа с чертой над буквами) «поровну по» 0,1 г, то есть по 100 мг каждого.

Раствора адреналина гидрохлорида 0,1 % — капель (guttas) 10 (по традиции количество капель пишется римскими цифрами)

Цинка оксида 1 г

Ланолина 5 г — компонент основы мази как правило пишется в конце прописи

Вазелина 15 г — второй компонент основы мази

Misce ut fiat unguentum — Смешай, чтобы получилась мазь

Da. Signa — Выдай. Обозначь. Мазь в нос.

## Список принятых сокращений
- a.a. (ana partes aequales) — равные количества, поровну
- a.c. (ante coenam) — перед едой
- ad — до (например, до 100 мл, до 100 г)
- a.u.e. / u.e. (ad usum externum) — для наружного применения
- a.n. (ante noctem) — перед сном (до ночи)
- b.d.d. (bis de die) — дважды в день
- da (da) — выдай
- d.c. (durante coenam) — во время еды
- d.c. prohib. (da cum prohibitione) — обращаться с осторожностью (?)
- d.d. (de die) — в течение дня
- d.i.m.m. (da in manum medici) — выдать на руки врачу (обычно используется при назначении наркотических средств)
- d.s. monit. (da sine monitione) — дайте без предупреждения
- d.s.p. (da sine prescriptione) — выдать без рецепта
- d.t.d. (da tales doses) — выдай таких доз
- lin. (linimentum) — линимент
- m. (mane) — ручной (для рук)
- m.f. (misce fiat) — смешай чтобы получилось
- o.d. / o.s. (oculus dexter/sinister) — правый/левый глаз
- p.c. (post coenam) — после еды
- Rp. (recipe) — возьми
- S. (signa) — обозначь (укажи способ применения лекарства)
- sol. (solutio) — раствор
- subling. (sublinguata) — под язык
- si nec. sit (si necesse sit) — если так необходимо
- supp. (suppositorium) — суппозиторий
- t.d.d. (ter de die) — трижды в день
- u.c. (usus cognitus) — использовать известные
- vesp. (vespere) — вечером
- q.s. (quantum satis) — сколько требуется, необходимое количество

## Критика системы рецептурного отпуска лекарств
Журналистка из США Джессика Флэниган в 2012 году выпустила статью «Три довода против рецептурного отпуска лекарств» со ссылкой на исследование Сэма Пелцмана (от какого года?), который проанализировал хронологические данные демографической статистики в США с 1900 по 1980 год и выяснил, что введение системы рецептурного отпуска в 1940-х годах не снизило смертность от отравлений — случайных или с целью самоубийства.

## Антибиотикорезистентность
Большинство ученых многих стран в 2020 году озабочено сильным повышением устойчивости микроорганизмов к антибиотикам. В настоящее время несколько инфекций стали абсолютно неизлечимыми вследствие резистентности ко всем известным антибиотикам. Внесение антибиотиков в рецептурные списки — один из важных шагов на пути борьбы с антибиотикорезистентностю.